# Xylophanes capreolus
Xylophanes capreolus är en fjärilsart som beskrevs av Ludwig Wilhelm Schaufuss 1870. Xylophanes capreolus ingår i släktet Xylophanes och familjen svärmare. Inga underarter finns listade i Catalogue of Life.